# Friederike Rademann

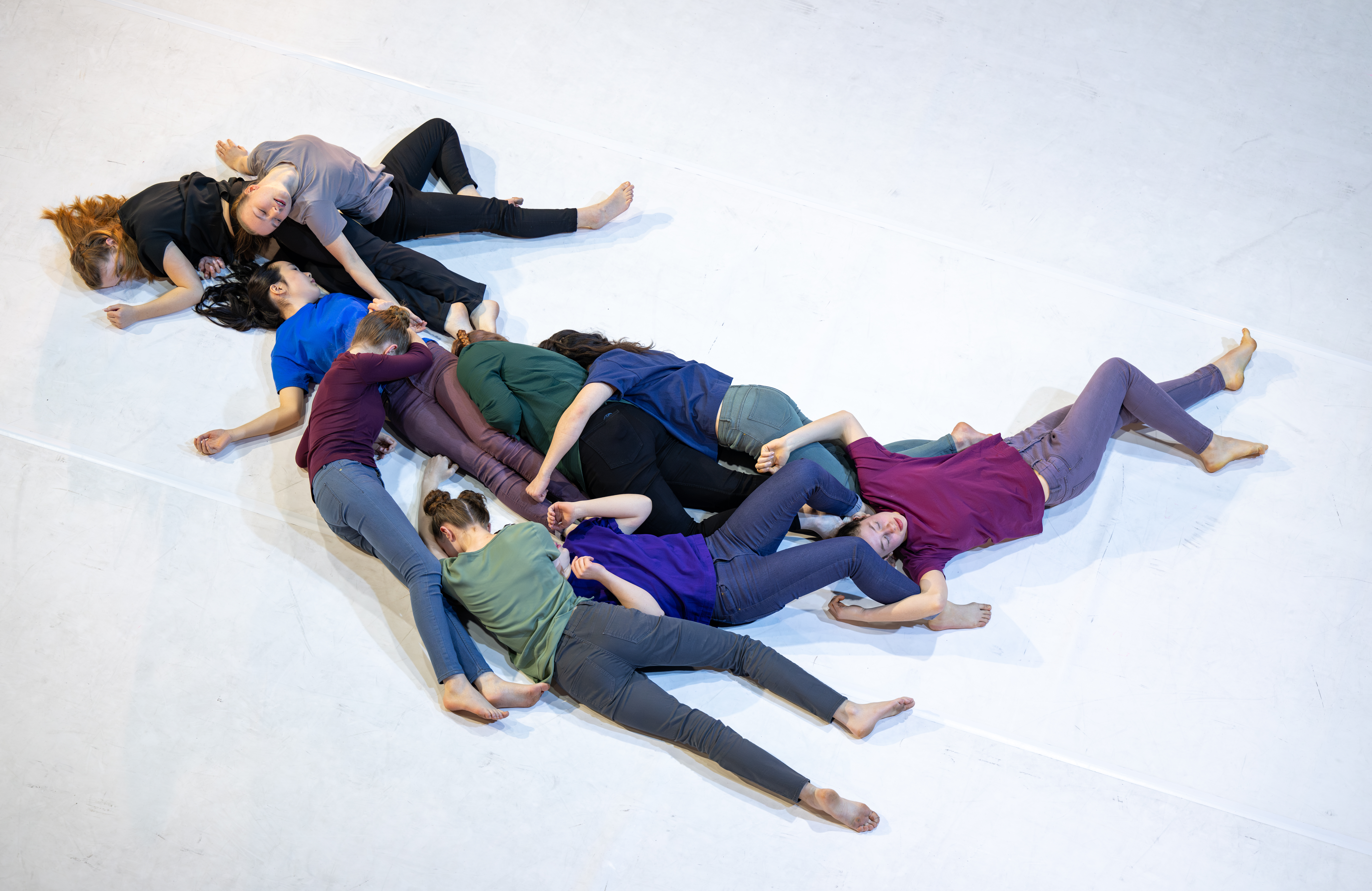
Foto einer Inszenierung von BachBewegt!Tanz! nach einer Choreografie von Friedrike Rademann im Februar 2023

Friederike Rademann, geb. Weisbach (* 1967 in Dresden) ist eine deutsche Tänzerin und Choreografin, die an der Semperoper in Dresden als Solistin getanzt hat und sich heute freiberuflich dem Ausdruckstanz widmet.

## Leben
Von 1978 bis 1986 absolvierte Friederike Rademann ihre Ausbildung an der Palucca Hochschule in Dresden. Sie war Schülerin von Gret Palucca. Ihre Schwerpunkte waren Klassischer Tanz und Ausdruckstanz. Sie erhielt verschiedene Preise bei nationalen Ballettwettbewerben. 1986 erhielt sie ein Engagement an der Semperoper in Dresden, von 1994 bis 1997 als Solotänzerin in Zusammenarbeit mit Stephan Thoss, John Neumeier, Harald Wandtke, Birgit Cullberg und anderen. Seit der Geburt der beiden Söhne ist sie freischaffend als Tänzerin, Choreografin und Tanzpädagogin tätig.
Friederike Rademann hat eigene Choreographien entwickelt u. a. zu Werken von Johann Sebastian Bach, Frédéric Chopin, Johannes Brahms und Maurice Ravel. Choreografien von ihr gibt es auch zum Totentanz von Herbert Collum, zur Prager Kantate und zu Hiob von Herrmann Berlinski und zur Kreisleriana von Robert Schumann.
Sie widmet sich heute insbesondere dem Modernen Tanz. Sie hat es sich zur Aufgabe gemacht, den von Mary Wigman und Gret Palucca geprägten Tanzstil des modernen Ausdruckstanzes zu bewahren und weiterzuentwickeln. Sie ist eine der wenigen Tänzerinnen, die die Arbeiten der Dresdner Ausdruckstänzerin Marianne Vogelsang, die von Otto Dix gemalt wurde, in ihrem Repertoire hat. Dadurch trägt sie dazu bei, deren künstlerisches Erbe zu erhalten. Dabei hat sie intensiv mit dem Choreographen Manfred Schnelle zusammengearbeitet.
Gemeinsam mit ihrem Ehemann Hans-Christoph Rademann rief sie 2013 das Projekt BachBewegt!Tanz! ins Leben. Die Jugendlichen sollen sich tanzend die klassische Musik erschließen. 2013 startete das Projekt mit dem Weihnachtsoratorium von Johann Sebastian Bach, es folgten unter anderem Bachs Matthäuspassion, das Requiem von Wolfgang Amadeus Mozart und die Die vier Jahreszeiten von Antonio Vivaldi.